# Будинок-музей Вагіфа Мустафазаде
Будинок-музей Вагіфа Мустафазаде (азерб. Vaqif Mustafazadənin ev-muzeyi) — музей в Баку, в історичному районі Ічері-шехер (Старе місто), розташований на вулиці Вагіфа Мустафазаде, буд. № 4

## Експозиція

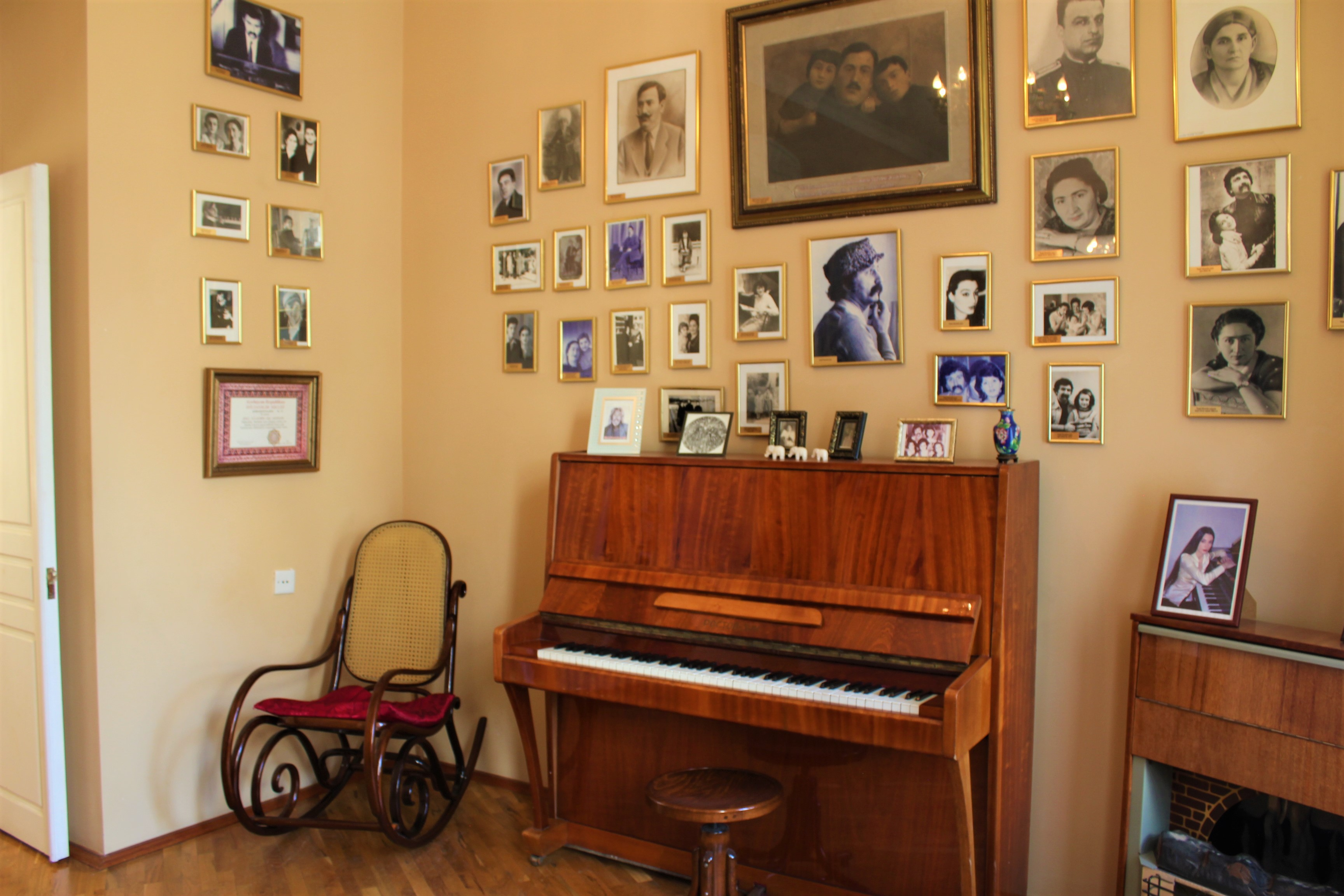
Інтер'єр будинку-музею

Музей присвячений життю і творчості видатного азербайджанського радянського джазового композитора і виконавця Вагіфа Мустафазаде (1940—1979).
У трьох кімнатах музею знаходяться 1214 предметів — фотографії, плакати, пластинки і особисті речі музиканта. Портрет джазового композитора та піаніста написаний російським митцем Нікасом Сафроновим

## Історія
Заснований 28 липня 1989 року. У 1984 році з ініціативи Полад Бюль-Бюль огли колишня комунальна квартира, в якій проживав Вагіф Мустафазаде разом з матір'ю і ще трьома членами родини, була розселені. Половину звільниеної таким чином квартири віддали під музей, а в іншій половині до кінця життя жила мати музиканта.
У 1994 році музей отримав статус філії Азербайджанського державного музею музичної культури .
З 1989 по 1997 роки завідувачем музею була мати музиканта — Зівяр Агасаф кизи Алієва. З 1997 року керувати музеєм стала двоюрідна сестра музиканта Афаг Алієва.
У 2004 році був проведений ремонт музею на особисті кошти Афаг Алієвої. У 2005 році в церемонії відкриття музею після ремонту взяв участь президент Азербайджану Ільхам Алієв